# Marisa Ruiz Trejo
Marisa Ruiz Trejo (Tuxtla Gutiérrez, Chiapas) es una antropóloga, investigadora, activista feminista mexicana y periodista, residente en San Cristóbal de las Casas, México. Es profesora e investigadora titular de la Universidad Autónoma de Chiapas. Su trabajo es conocido por sus investigaciones sobre la historia de las mujeres en las Ciencias Sociales y en Humanidades, particularmente, en antropología, en Chiapas y Centroamérica, así como por sus trabajos sobre descolonización y despatriarcalización del conocimiento.

## Biografía
Nació y creció en Tuxtla Gutiérrez, Chiapas, México, una ciudad cercana a la frontera con Guatemala. Cuando era niña, sus padres estuvieron involucrados en la organización de encuentros entre escritores, artistas, activistas y exiliados de Centroamérica que huían a Chiapas, para denunciar la terrible situación de represión que, en los años ochenta, vivieron los movimientos revolucionarios y los pueblos indígenas en Guatemala, Nicaragua y El Salvador, debido a los conflictos armados internos. Aquellos encuentros marcaron su infancia y todos esos eventos forman parte de su memoria.

## Formación académica

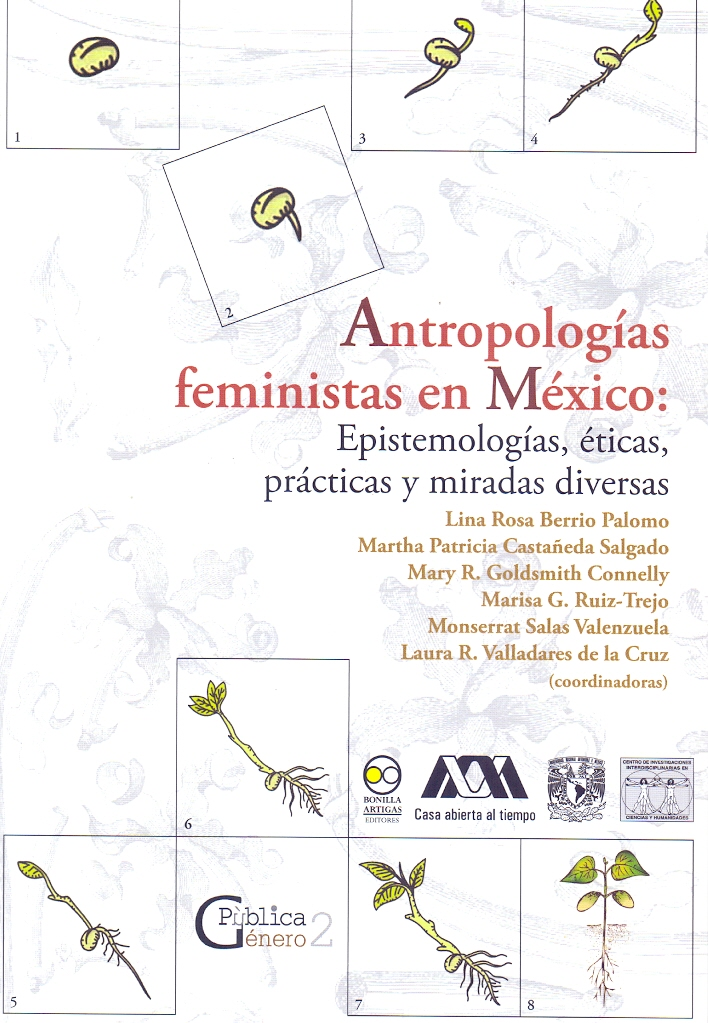
Antropologías feministas en México (2020).

Marisa Ruiz Trejo realizó un doctorado en Ciencias Antropológicas y en Estudios Latinoamericanos en la Universidad Autónoma de Madrid. Fue investigadora visitante del Departamento de Antropología de la Universidad de Nueva York (2014 y 2019) y del Departamento de Estudios Étnicos de la Universidad de California, Berkeley (2012). Obtuvo una Maestría en Espacios, Sociedades y Culturas de las Américas, en 2008, por la Université de Toulouse-Le Mirail, Francia. Su educación se financió con varias becas. Entre 2016 a 2017, realizó un posdoctorado en el Centro de Investigaciones y Estudios de Género (CIEG), en la Universidad Nacional Autónoma de México (UNAM). 

## Trayectoria
Realizó parte de sus estudios de posgrado en universidades extranjeras entre España, Francia, y Estados Unidos. A partir de 2006, se trasladó a Madrid para iniciar su maestría y su doctorado, con el apoyo de varias becas internacionales. A la par de sus estudios, trabajó como investigadora doctoral impartiendo cursos de licenciatura a estudiantes de antropología y trabajó en la Coordinación de su  Programa Doctoral en la atención a estudiantes y profesores, a cargo de asesoría académica, administrativa, y de movilidad internacional. 
Su trabajo ha sido reconocido con varios premios y fondos que contribuyeron a su formación, consolidándola como profesora e investigadora. Completó su doctorado en Antropología y Estudios Latinoamericanos, y un posdoctorado en Estudios de Género y Estudios Feministas. En los últimos años, ha sido coordinadora de la Maestría en Estudios sobre Diversidad Cultural y Espacios Sociales en la Universidad Autónoma de Chiapas, en donde actualmente es docente, así como en la Maestría en Estudios Culturales. 
Además, durante sus estudios doctorales, dio clases en el Departamento de Antropología de la Universidad Autónoma de Madrid, a través del Programa de Formación del Profesorado Universitario (FPU) del Ministerio de Educación de España. Ha sido profesora invitada por: la Universidad de Salvador de Bahia, Brasil; la Universidad del Cauca, Colombia; la Universidad San Carlos y el Centro de Investigaciones AVANCSO, de Guatemala; la Universidad de Costa Rica; la Universidad de Zúrich, Suiza; Universidad de Valencia, España; Universidad de Nueva York, Macalester College, Universidad de Columbia y Universidad de San Antonio Texas. Fue investigadora visitante del departamento de Antropología de la Universidad de Nueva York (2014 y 2019) y del Departamento de Estudios Étnicos de la Universidad de California Berkeley (2012).
Fue profesora y coordinadora del Seminario “Género y Desigualdades”, en el Posgrado en Políticas Públicas para la Igualdad en América Latina, organizado por el Consejo Latinoamericano de Ciencias Sociales (CLACSO), así como responsable del Diploma en Estudios Feministas con perspectiva decolonial, organizado entre CLACSO y la provincia de Santa Cruz, Argentina.

## Peritaje en el caso Sepur Zarco
En 2016 participó en la elaboración de un peritaje histórico-antropológico sobre racismo, genocidio y violencia sexual contra mujeres indígenas q’eqchi’ en el caso Sepur Zarco, un juicio paradigmático en los procesos de justicia en Guatemala, bajo la dirección de Marta Elena Casaús Arzú. Con esta experiencia se acercó al análisis de la violencia contra las mujeres por un encargo de las organizaciones de mujeres Guatemala.
Ha publicado varios libros, artículos de investigación, capítulos de libros, así como artículos periodísticos. Es activista y desde 2016 participa como integrante de la Colectiva Pluriversidades Feministas, un espacio de aprendizajes, diálogos, reflexiones y creación colectiva, de organización, denuncia, lucha e intervención. También forma parte de Las del Fondo, un grupo independiente de antropólogas feministas de México, , junto con quien creó la Comisión de Antropología Feminista y de Género del Colegio de Etnólogos y Antropólogos Sociales (CEAS) de México.

## Libros
- Ruiz Trejo (2022). Antropologías feministas en rebeldía en Chiapas y Centroamérica. Tuxtla Gutiérrez: UNACH.
- Ruiz Trejo y García Dauder (2023). Epistemologías feministas: cuerpo y emociones en investigación. Tuxtla Gutiérrez: UNACH.

- Ruiz Trejo y Chivalán Carrillo (2021), Hacerse un cuerpo pa we Uwach Ulew ub ́iam América Latina. AVANCSO-UNACH. ISBN: 978-607-561-109-9
- Berrio, Castañeda, Goldsmith, Ruiz Trejo, Salas y Valladares (2020). Antropologías feministas en México: epistemologías, éticas, prácticas y miradas diversas. México: UNAM, UAM-X y UAM-I. ISBN 978-607-8636-85-3 (Bonilla Artigas Editores), ISBN: 978-607-28-1847-7 (UAM), ISBN: 978-607-30-3433-3 (UNAM)
- Ruiz Trejo, Marisa, coord. (2020). Descolonizar y despatriarcalizar las Ciencias Sociales, la memoria y la vida en Chiapas, Centroamérica y El Caribe. Editorial Universidad Autónoma de Chiapas. ISBN: 978-607-561-079-5.

## Premios y reconocimientos
- Es integrante del Sistema Nacional de Investigadoras e Investiadores (SNI) (Nivel 2).[14][15]
- En 2025, resultó ganadora de la Convocatoria para el fortalecimiento de la investigación comparada y el pensamiento crítico en el marco de la libertad académica en las Américas, otorgada por la Coalición por la Libertad Académica en las Américas (CLAA) y por el Consejo Latinoamericano de Ciencias Sociales (CLACSO).

- En 2020, recibió el «Premio Desigualdades y Violencia de Género en América Latina y el Caribe»,[16][17] otorgado por CLACSO. Dicho Premio busca llamar la atención sobre retrocesos y desafíos de los derechos y reconocimientos de las mujeres. A su vez, reconoce la urgente necesidad de plantear alternativas que incluyan a la igualdad como premisa fundante para la vida de millones de mujeres y de nuestras sociedades. Este premio es un reconocimiento otorgado por un Comité Internacional compuesto por 23 expertos/as de 15 países.[18]
- En 2021, recibió la distinción de la Universidad de Columbia, en la ciudad de Nueva York, a través de la Beca Edmundo O’Gorman.[19][20] Esta beca se otorga a reconocidos académicos, científicos e intelectuales que laboran en instituciones mexicanas de nivel superior educación y su propósito es fortalecer los lazos académicos entre Columbia y la comunidad académica y de investigación de México. Su nombre honra a Edmundo O’Gorman (1906-1995), uno de los historiadores mexicanos más influyentes del siglo XX. La beca se utilizó para realizar búsquedas bibliográficas, documentales y de archivo en las bibliotecas de dicha universidad.
- En 2022, recibió la Beca Fulbright Comexus-García Robles,[21] en la categoría de investigadora, para realizar investigación y docencia en la Universidad de Nueva York. Esta beca es otorgada por la Comisión México-Estados Unidos para el Intercambio Educativo y Cultural y busca crear y fortalecer lazos entre Instituciones de Educación Superior e Investigación de México y Estados Unidos y fortalecer el trabajo conjunto en áreas de interés para los dos países, así como el entendimiento bilateral. Dicha beca sirvió para escribir un libro sobre la vida y el trabajo de diversas mujeres y sus aportes a las Ciencias Sociales, en particular a la antropología en la región.[22]